# Mratín
Mratín är en ort i Tjeckien.   Den ligger i regionen Mellersta Böhmen, i den centrala delen av landet, 16 km nordost om huvudstaden Prag. Mratín ligger 186 meter över havet och antalet invånare är 503.
Terrängen runt Mratín är platt. Runt Mratín är det ganska tätbefolkat, med 139 invånare per kvadratkilometer. Närmaste större samhälle är Prag, 15,8 km sydväst om Mratín. Trakten runt Mratín består till största delen av jordbruksmark.